# San Antonio Chuntuac
San Antonio Chuntuac es una pequeña localidad del municipio de Mérida, situada al sur de la ciudad de Mérida, capital del estado de Yucatán en México.

## Toponimia
El nombre (San Antonio Chuntuac) hace referencia a Antonio de Padua y Chuntuac proviene del idioma maya.

## Hechos históricos
- En 1921 cambia su nombre de Chuntuac a Chuntuak.
- En 1990 cambia a Hacienda Chuntuac.
- En 1995 cambia a Chuntuac.
- En 2000 cambia a San Antonio Chuntuac.

## Las haciendas en Yucatán
Tiene una hacienda construida en 1780.

## Importancia histórica
Tuvo su esplendor durante la época del auge henequenero y emitió fichas de hacienda las cuales por su diseño son de interés para los numismáticos. Dichas fichas acreditan la hacienda, con el nombre "Chuntulak", como propiedad de S. Padrón.

## Demografía
Según el censo de 2005 realizado por el INEGI, la población de la localidad era de 0 habitantes.
| 113                         | 118 | 67 | 61 | 32 | 15 | 30 | ? | ? | ? | ? | ? | 0 |
| (Fuente: INEGI [Consultar]) |     |    |    |    |    |    |   |   |   |   |   |   |

## Galería

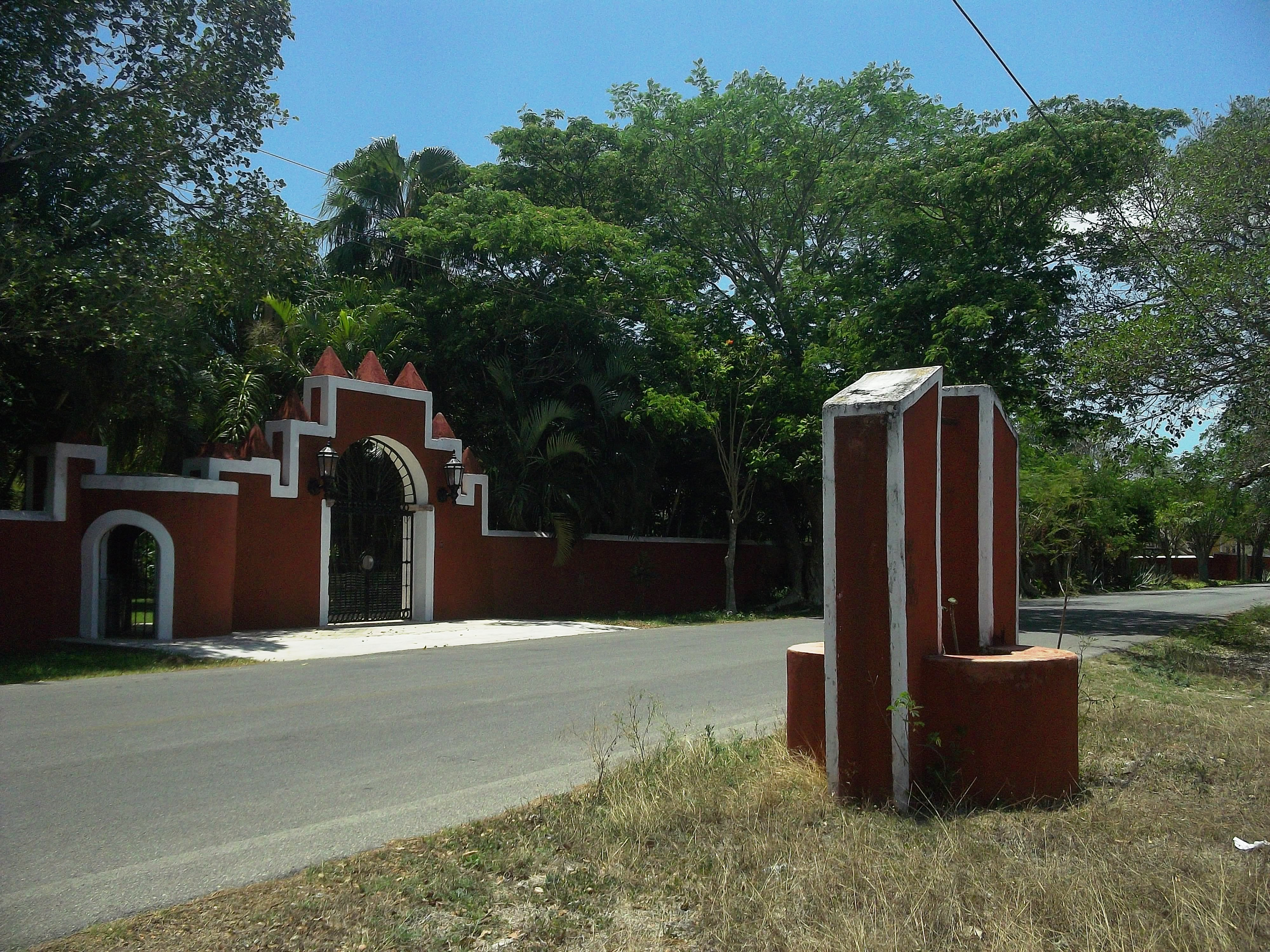
Vista de la hacienda San Antonio Chuntuac.
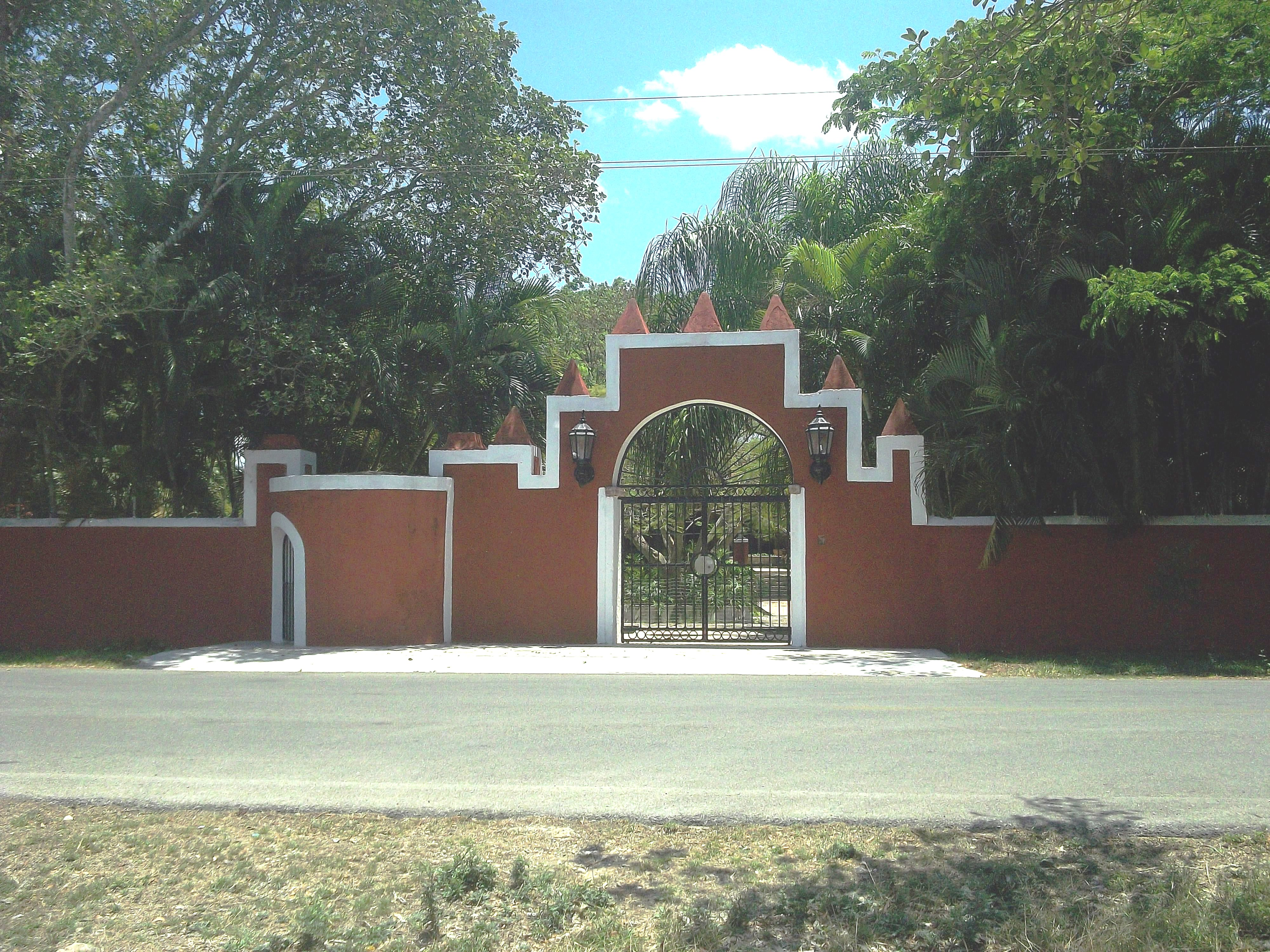
Vista de la hacienda San Antonio Chuntuac.
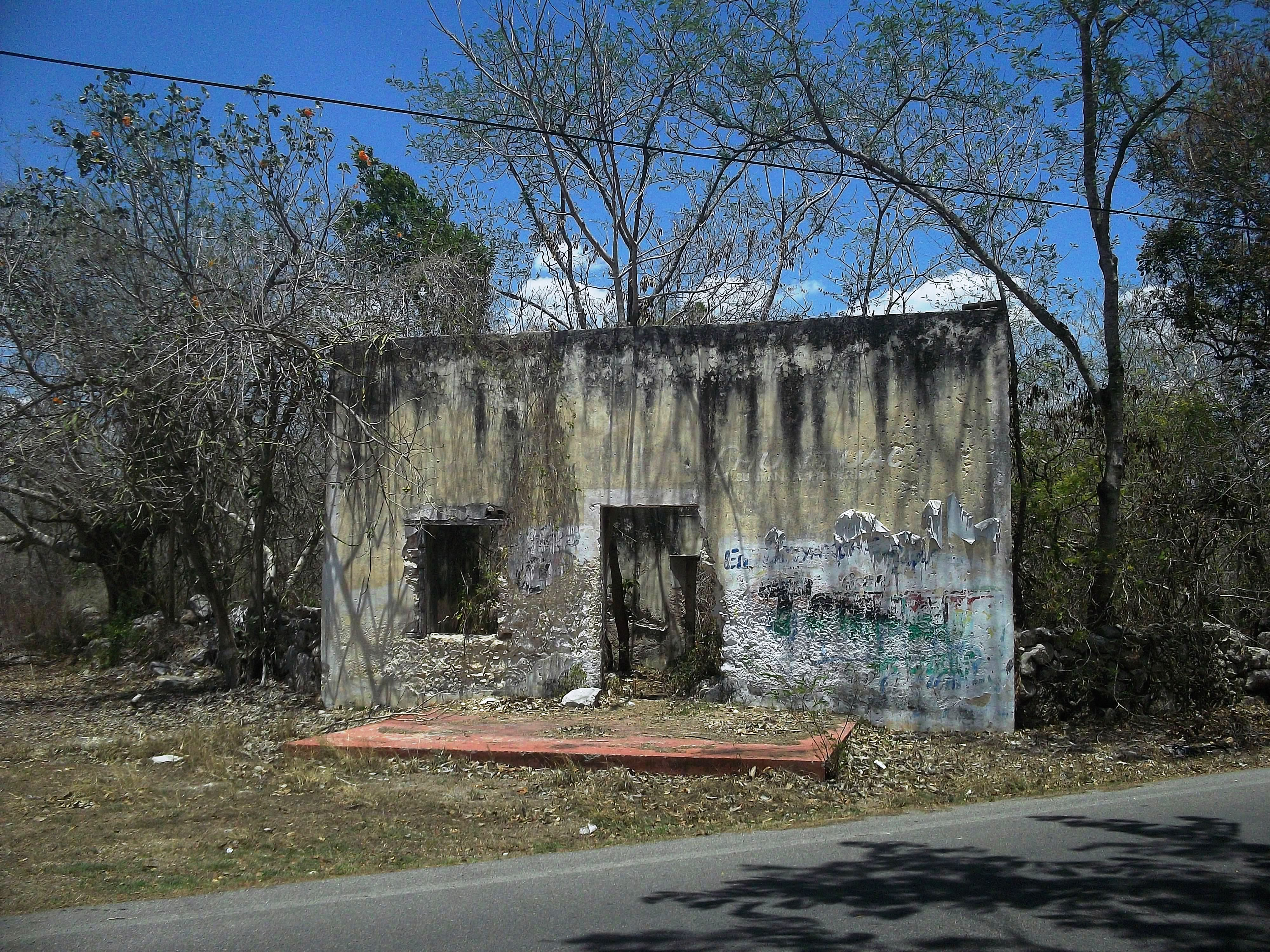
Vista de la hacienda San Antonio Chuntuac.
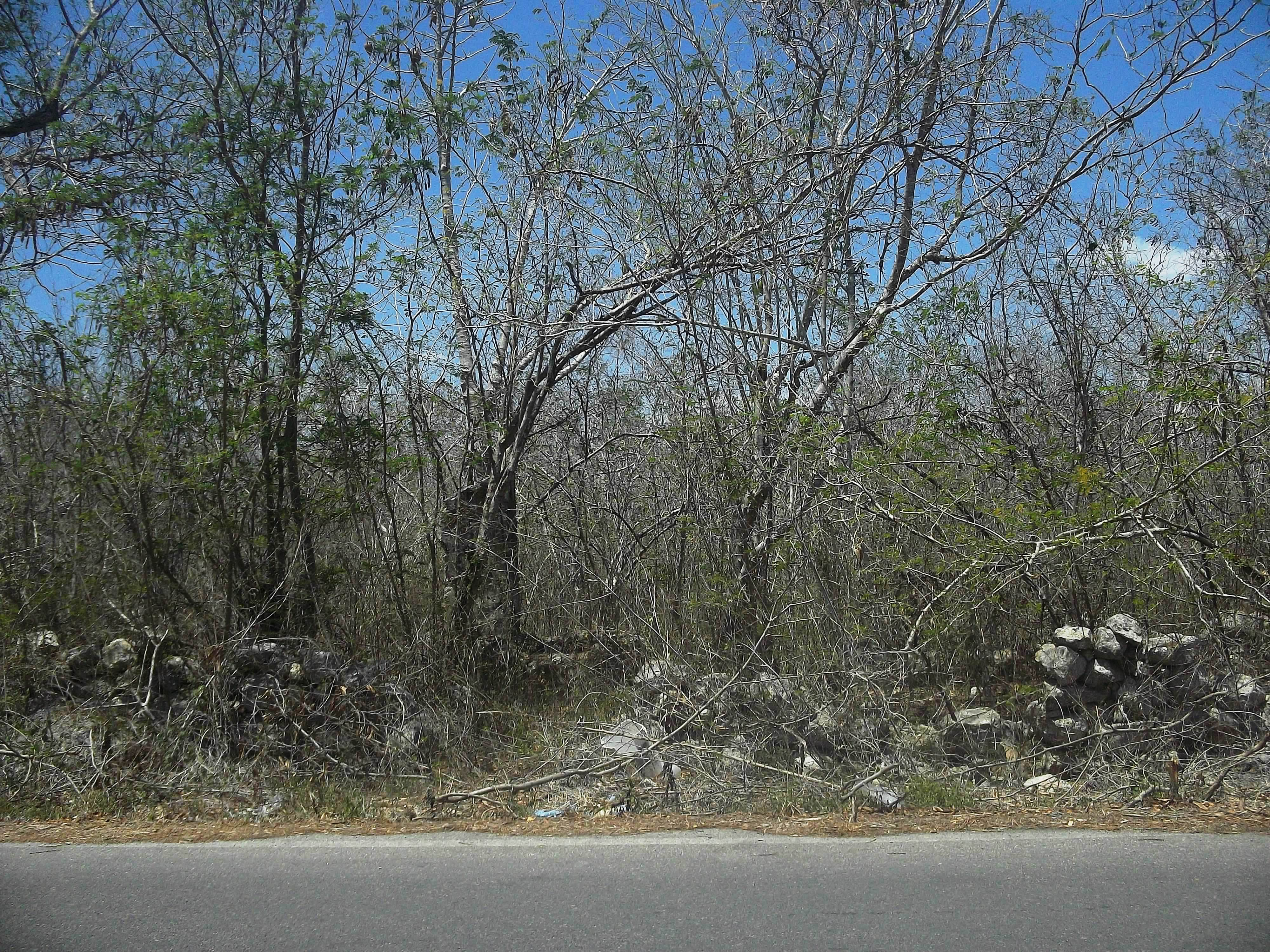
Vista de la hacienda San Antonio Chuntuac.